# Attaque de missiles iraniens contre le Pakistan
Le 16 janvier 2024, l'Iran a mené une série de frappes aériennes et de drones au Pakistan, affirmant avoir visé le groupe séparatiste baloutche Jaish ul-Adl (en). L'incident a eu lieu un jour après que l'Iran a mené une série similaire de frappes aériennes et de drones en Irak et en Syrie. L'Iran affirme avoir visé le quartier général régional du Mossad et plusieurs bastions de groupes terroristes en réponse aux attentas de Kerman le 3 janvier, dont l'État islamique a revendiqué la responsabilité. Le gouvernement pakistanais a condamné l'attaque et a déclaré qu'elle avait provoqué la mort de deux enfants dans une « violation gratuite » de l'espace aérien du Pakistan.

## Contexte

### Insurrection au Baloutchistan
Depuis 2004, la province du Sistan-et-Baloutchistan en Iran, dans le sud-est du pays, est embourbée dans un conflit avec des groupes séparatistes baloutches, dont Jaish ul-Adl. Le 15 décembre 2023, une attaque de Jaish ul-Adl dans la ville iranienne de Rask a fait 11 policiers morts, selon les médias iraniens. Une autre attaque du groupe en 2019 a tué 27 membres du Corps des gardiens de la révolution islamique (CGRI) d'Iran.

### Frappes de missiles iraniens en Irak et en Syrie
L'attaque est survenue un jour après une frappe de missile iranienne en Irak et en Syrie, officiellement contre des groupes terroristes en réponse aux attentas de Kerman de 2024. Elle a également eu lieu le jour même où le Premier ministre par intérim du Pakistan Anwaar ul-Haq Kakar et le ministre iranien des Affaires étrangères Hossein Amir Abdollahian se rencontraient lors du Forum économique mondial à Davos, en Suisse, et pendant que des exercices conjoints étaient menés par les marines iranienne et pakistanaise dans le golfe Persique.

## Attaque
La télévision d'État iranienne a déclaré que le CGRI avait utilisé des missiles de précision et des frappes de drones pour détruire deux bastions de Jaish ul-Adl, dans la province du Baloutchistan, au sud-ouest du Pakistan. L'attaque visait des maisons dans le village de Koh-e-Sabz dans le district de Panjgur, à environ 50 kilomètres de la frontière entre l'Iran et le Pakistan. Le Pakistan a déclaré que deux enfants avaient été tués dans l'attaque et quatre autres blessés. Il a également indiqué qu'entre trois et quatre drones avaient frappé une mosquée, une maison et d'autres bâtiments.
Jaish ul-Adl a affirmé que six drones et roquettes avaient frappé les résidences des familles de ses combattants, tuant deux enfants et blessant trois femmes, dont une adolescente.

## Conséquences
Le lendemain de l'attaque, le colonel Hossein Ali Javadanfar du CGRI a été assassiné par un tireur non identifié dans la province du Sistan-et-Baloutchistan. Jaish ul-Adl a revendiqué la responsabilité de l'assassinat, selon des rapports des médias iraniens.

### Frappes pakistanaises en Iran
Le 18 janvier, le Pakistan a mené des frappes militaires en Iran, en affirmant avoir visé des militants baloutches. Un site dans la ville de Saravan (en) a été touché. Les responsables iraniens ont affirmé que sept ressortissants étrangers avaient été tués, dont trois femmes et quatre enfants. Selon un communiqué du ministère des Affaires étrangères l'action militaire est nommée Opération Marg Bar Sarmachar (Urdu : آپریشن مرگ بر سرمچار, lit. 'Mort aux insurgés') et à employé des drones, des lance-roquettes multiples et des munitions rôdeuses.

## Réactions

### Pakistan
Le Pakistan a condamné ce qu'il a appelé une « violation délibérée de son espace aérien par l'Iran » et a déclaré qu'il était « d'autant plus préoccupant que cet acte illégal ait eu lieu malgré l'existence de plusieurs canaux de communication entre le Pakistan et l'Iran ». Le 17 janvier, le Pakistan a rappelé son ambassadeur en Iran. Un porte-parole du ministère des Affaires étrangères a indiqué que l'attaque constituait une violation flagrante et « inacceptable » de la souveraineté du Pakistan, ajoutant que le Pakistan se réservait le droit de répondre à cet acte « illégal ». Le Pakistan a également interdit aux ambassadeurs iraniens de retourner à Islamabad.

### Iran
Le ministre de la Défense Mohammad-Reza Gharaei Ashtiani a déclaré dans un discours télévisé que « Peu importe d'où la République islamique est menacée, nous aurons une réaction proportionnée, décisive et ferme. ».
Le ministre des Affaires étrangères Hossein Amir-Abdollahian a précisé que les frappes visaient un « groupe terroriste iranien » et que « aucun des ressortissants du pays ami et frère du Pakistan n'a été ciblé par les missiles et drones iraniens ».

## Fin de l'incident
Le 22 janvier 2024, le Pakistan et l'Iran conviennent de rétablir leurs ambassadeurs dans les deux pays respectifs. Les ambassadeurs des deux pays pourraient reprendre leur poste d'ici le 26 janvier.

### Autres pays
Chine : La porte-parole du ministère des Affaires étrangères Mao Ning a exhorté l'Iran et le Pakistan à faire preuve de « retenue » et à « éviter des actions qui pourraient conduire à une escalade de tension », tout en ajoutant que les deux pays sont considérés comme des  « voisins proches » de Pékin.
 Inde : Le ministère des Affaires étrangères a publié une déclaration officielle déclarant la neutralité du pays envers « une affaire entre l'Iran et le Pakistan » et a également souligné la position « intransigeante » du gouvernement indien de tolérance zéro envers le terrorisme, tout en expliquant qu'il comprend « les actions que les pays mènent pour leur propre défense » contre des entités terroristes.